# فرانشيسكو الأول دي ميديشي
فرانشيسكو الأول دي ميديشي دوق توسكانا الأكبر (25 مارس 1541 - 17 أكتوبر 1587)، هو ثاني من حمل لقب الدوق الأكبر في توسكانا، وقد حكم بين عامي 1574 و1587.

## شبابه
هو ابن كوزيمو الأول دي ميديشي وإليونورا توليدو، صار فرانشيسكو الأول منذ عام 1564 الوصي على الدوقية الكبرى بدلا من والده. تزوج في الثامن عشر من ديسمبر من عام 1565 من يوهانا هابسبورغ (1548 - 1578)، ابنة الإمبراطور فرديناند الأول. بعد وفاة زوجته الأولى، تزوج فرانشيسكو من بيانكا كابيلو سنة 1579. وأنجبت له ابنا هو أنطونيو (29 أغسطس 1576 - 2 مايو 1621)، أو وفقا لمصادر أخرى تم تبنيه من قبل الزوجين. على أية حال، فإن هذا الشخص واجه معارضة شديدة من أقربائه، واستبعد من الخلافة لاحقاً. لطالما حـُسـِدت بيانكا كابيلو في البلاط من قبل شقيق فرانشيسكو، الكاردينال فرديناندو دي ميديشي، حتى أن وفاة الزوجين المفاجئة بفارق بعد يوم واحد عن بعضهما، تم الحديث عنها لوقت طويل على أنها كانت نتيجة تسميم بأمر من الكاردينال نفسه، في حين تتحدث الروايات عن أسباب مرتبطة بمرض مفاجئ، فقط مع عام 2006 أثبـِت تسممهما بالزرنيخ.

## سنوات الحكم
كان فرانشيسكو كوالده كوزيمو ميـّالاً إلى الاستبداد، ولكن خلافاً له، لم يتمكن من الحفاظ على استقلال فلورنسا وتصرف كما لو كان مـُقطعاً بسيطاً لدى حـَمـِاه الإمبراطور الرومانية المقدسة. مرعوباً من مؤامرة أوراتسيو بوتشي وبييرو ريدولفي وغيرهم من نبلاء فلورنسا سنة 1575، كان عديم الرحمة مع المسؤولين والداعمين، لدرجة إعطاء الموافقة إن لم يكن كذلك وضع الخطة لقتل اثنتين من نساء آل ميديشي كن على علاقات مع الحزب المناوئ لآل ميديشي : فشقيقته إيزابيلا دي ميديشي وزوجة شقيقه ليونورا ألفاريز قتلن على أيدي أزواجهن بفارق أقل من أسبوع في ظروف متشابهة جداً.
separatore

## روابط خارجية
- فرانشيسكو الأول دي ميديشي على موقع الموسوعة البريطانية (الإنجليزية)